# Alvarion
Alvarion es una empresa israelí dedicada al suministro de sistemas de banda ancha inalámbricos para compañías de telecomunicaciones, ISP (proveedores de servicios de Internet) y operadores de redes privadas.
Las soluciones que provee cubren la totalidad de bandas de frecuencia, esta provee soluciones principalmente para el acceso en la última milla. Otras aplicaciones incluyen el enlace por vía indirecta o larga de voz y datos, cobertura móvil, extensiones de red móvil, interconexión comunitaria, comunicaciones para la seguridad pública y conectividad de red privada.
Fundada en 1992 en Tel Aviv, Israel, las acciones de la Compañía han sido negociadas públicamente en NASDAQ (ALVR) desde 2000. 
El 15 de julio de 2013, Alvarion declaró la quiebra de la compañía

## Asociación OEM
- Alcatel
- Lucent
- Siemens
- Nera
- Nortel

## Otras Alianzas
Después de la fundación de WiMAX Forum, Intel firmó con Alvarion un acuerdo estratégico para cooperar en el desarrollo de los chips pioneros 802.16-2004 de Intel, enmarcados dentro de la línea de dispositivos de próxima generación de la compañía: los sistemas interoperables de Acceso Inalámbrico de Banda Ancha (BWA).

## Presencia
Las oficinas centrales se localizan en Tel Aviv, Israel, Alvarion es una organización global con presencia local en 23 países.
- Alemania
- Brasil
- España
- Estados Unidos
- Francia
- Italia
- México
- Polonia
- República Checa
- Rumanía
- Rusia
- Sudáfrica
- Uruguay

## Oficinas Corporativas
| Alvarion Ltd.
| International Corporate Headquarters 
| 21a HaBarzel Street
| P.O. Box 13139
| Tel Aviv, Israel 69710 